# Trent Lott
Chester Trent Lott, Sr. (Grenada (Mississippi), 9 oktober 1941) is een Amerikaans politicus. Hij was lid van het Huis van Afgevaardigden en lid van de Senaat. Hij was van 1996 tot 2001 de meerderheidsleider in de Senaat.

## Levensloop
Lott studeerde aan de Universiteit van Mississippi waar hij in 1963 een graad haalde in de bestuurskunde en in 1967 in de rechten. Hij was van huis uit opgegroeid als Democraat. Van 1968 tot 1972 werkte Lott als assistent voor de Afgevaardigde William M. Colmer, een van de meest conservatieve Democraten in het Congres. In 1972 besloot Colmer na 40 jaar af te treden en steunde Lott als zijn opvolger, ook al stelde deze zich verkiesbaar als Republikein.
In de slipstream van de verkiezingsoverwinning van president Richard Nixon werd Lott ook gekozen in het Huis van Afgevaardigden. Hij was pas de tweede Republikein die gekozen werd in het Congres namens de staat Mississippi sinds de Reconstructie. Tijdens de impeachmentprocedure tegen president Nixon stemde Lott tegen alle drie de voorstellen die moesten leiden tot zijn gedwongen aftreden. Nadat er echter transcripten van gesprekken vrijkwamen waaruit bleek dat Nixon nauw betrokken was geweest bij de inbraak in het Democratische hoofdkwartier liet Lott weten voor een volgend impeachmentvoorstel te stemmen. Lott was populair bij zijn kiezers. Dat blijkt uit het feit dat hij zesmaal herkozen werd. Hij bracht het tot positie van de Republikeinse Whip. Deze functie vervulde hij van 1981 tot 1991.
In 1988 stelde Lott zich verkiesbaar voor de Senaat toen de zittende senator John Stennis had laten weten zich niet verkiesbaar te stellen. Tijdens de verkiezingen versloeg hij de Democratische Afgevaardigde Wayne Dowdy. Bij zijn drie herverkiezingen werd hij iedere keer zonder serieuze tegenstand gekozen.
Lott werd in 1995 gekozen tot Republikeinse Whip. In 1996 volgde hij Bob Dole op als meerderheidsleider toen deze zich terug trok uit de Senaat om zich te richten op de presidentsverkiezingen. Lott speelde een belangrijke rol bij de impeachmentprocedure tegen president Bill Clinton, ondanks de kritiek dat de Republikeinen nooit een tweederdemeerderheid zouden verkrijgen om Clinton onder de Grondwet te dwingen af te treden. Lott ging er later mee akkoord de procedure op te schorten toen bekend werd dat de Senaat Clinton niet zou veroordelen. Vanaf juni 2001 was Lott minderheidsleider nadat de Republikeinse senator Jim Jeffords verderging als onafhankelijk politicus. Daardoor verkregen de Democraten de meerderheid in de Senaat.
In de Senaat nam Lott doorgaans conservatieve standpunten in. Zo betitelde hij homoseksualiteit als een zonde. Op 5 december 2002 sprak Lott op de 100e verjaardag van senator Strom Thurmond. Hij zei: "Toen Strom Thurmond zich in 1948 verkiesbaar stelde voor het presidentschap stemden we voor hem. We zijn er trots op. En als de rest van het land ons voorbeeld had gevolgd, dan hadden we nu niet al die problemen gehad". In die periode was Thurmond een fel tegenstander van de Civil Rights Act en stond bekend als een zeer racistisch politicus. Het bleek dat Lott in 1980 gelijksoortige opmerkingen had gemaakt. Als gevolg van alle ophef die zijn uitspraken veroorzaakten trad Lott op 20 december 2002 af als Republikeins leider in de Senaat. Hij werd opgevolgd door Bill Frist.
Na zijn aftreden was Lott minder zichtbaar als senator. Hij had een conflict met president George W. Bush over de sluiting van luchtmachtbases in zijn staat. Ook was hij een van de negentien Republikeinse senatoren die voor de financiering van stamcelonderzoek stemden.
Lott trad op 18 december 2007 af als senator. Hij opende samen met oud-senator John Breaux een eigen lobbybedrijf.
- Biblioteca Nacional de España: XX1458459
- Gemeinsame Normdatei: 131672738
- International Standard Name Identifier: 0000 0000 5543 9054
- Library of Congress Control Number: no99077862
- MusicBrainz: aed5f6db-9db4-4cd1-bf68-336df56cbca8
- National Archives and Records Administration: 177146493
- SNAC: w6k151hg
- Biographical Directory of the United States Congress: L000447
- Virtual International Authority File: 483149106008568490496